# Cuerpo completo
En matemáticas, un cuerpo completo se define como un cuerpo equipado con una métrica y completo con respecto a esa métrica. Los ejemplos básicos incluyen los números reales, los números complejos y las valoraciones (como los números p-ádicos).

## Construcciones

### Números reales y complejos
Los números reales son el cuerpo con la métrica euclidiana estándar {\displaystyle |x-y|}. Dado que se construye a partir de la completación de {\displaystyle \mathbb {Q} } con respecto a esta métrica, es un cuerpo completo. Extendiendo los reales a su clausura, se obtiene el cuerpo {\displaystyle \mathbb {C} } (ya que su grupo absoluto de Galois es {\displaystyle \mathbb {Z} /2}). En este caso, {\displaystyle \mathbb {C} } también es un cuerpo completo, pero en muchos otros casos no es así.

### Números p-ádicos
Los números p-ádicos se construyen a partir de {\displaystyle \mathbb {Q} } usando el valor absoluto p-ádico
{\displaystyle v_{p}(a/b)=v_{p}(a)-v_{p}(b)}
 donde {\displaystyle a,b\in \mathbb {Z} .} Entonces, usando la factorización {\displaystyle a=p^{n}c} donde {\displaystyle p} no divide a {\displaystyle c,} su valoración es el número entero {\displaystyle n}. La completación de {\displaystyle \mathbb {Q} } por {\displaystyle v_{p}} es el cuerpo completo {\displaystyle \mathbb {Q} _{p}} llamado números p-ádicos. Este es un caso en el que el cuerpo no está algebraicamente cerrado. Normalmente, el proceso consiste en tomar el cierre separable y luego completarlo nuevamente. Este cuerpo generalmente se denomina {\displaystyle \mathbb {C} _{p}.}

### Cuerpo funcional de una curva
Para el cuerpo funcional {\displaystyle k(X)} de una curva {\displaystyle X/k,} cada punto {\displaystyle p\in X} corresponde a un valor absoluto, o posición, {\displaystyle v_{p}}. Dado un elemento {\displaystyle f\in k(X)} expresado por una fracción {\displaystyle g/h,} donde {\displaystyle v_{p}} mide el orden de desvanecimiento de {\displaystyle g} en {\displaystyle p} menos el orden de desvanecimiento de {\displaystyle h} en {\displaystyle p.} Entonces, la completación de {\displaystyle k(X)} en {\displaystyle p} da un nuevo cuerpo. Por ejemplo, si {\displaystyle X=\mathbb {P} ^{1}} en {\displaystyle p=[0:1],} es el origen en el gráfico afín {\displaystyle x_{1}\neq 0,} entonces la completación de {\displaystyle k(X)} en {\displaystyle p} es isomorfa al anillo de series de potencias {\displaystyle k((x)).}